# 特朗普勒10
特朗普勒10 (也稱為C 0846-423) 是位於船帆座的一個疏散星團。它可能是尼可拉·路易·拉卡伊在1752-52年間發現的，在他的目錄中編號為No. II.6。這個星團在1826年被詹姆斯·鄧祿普正式發現，而在1903年被R.J.特朗普勒再發現。 
在1962年，使用光度計調查，研究有29顆屬於這個集團的恆星，而有19顆可能是這個集團的成員。在這次研究中認為星團的年齡至少有3*107年，推算出的距離則是420秒差距。

## 外步鏈結
- SIMBAD Database page （页面存档备份，存于）